# الأبيض الكبير لامباريني (فلم)
الأبيض الكبير لامباريني (بالإنجليزية: Le grand blanc de Lambaréné)، هُو فيلم سيرة ذاتية كاميروني صدر سنة 1995 وأخرجه باسيك با كوبيو.

## وصلات خارجية
- مقالات تستعمل روابط فنية بلا صلة مع ويكي بيانات